# Dagmar Neubauer
Dagmar Neubauer (Suhl, 1962. június 3. –) Európa-, és világbajnok német atléta.

## Pályafutása
1982-ben aranyérmet nyert az athéni Európa-bajnokságon a négyszer négyszázas váltóval. 1983-ban, majd 1987-ben is tagja volt a világbajnoki aranyérmes kelet-német váltónak.
Pályafutása alatt mindössze egy Olimpián vett részt. 1988-ban a szöuli olimpiai játékokon két versenyszámban szerepelt. Négyszáz méteren csak az elődöntőig jutott, a váltóval azonban döntős volt. A döntőben végül Kirsten Emmelmann, Sabine Busch és Petra Müller társként harmadik lett.
Egyéni legjobbját négyszáz méteren 1984 júniusában teljesítette. Erfurtban 49,58-ot futott, mely a hatodik legjobb női eredmény ezen a távon, hazája sportolói között.

## Egyéni legjobbjai
- 400 méteres síkfutás - 49,58 s (1984)